# Steatoda singoides
Steatoda singoides là một loài nhện trong họ Theridiidae.
Loài này thuộc chi Steatoda. Steatoda singoides được Albert Tullgren miêu tả năm 1910.